# Per Sundström
Per Gösta Sundström, född 2 oktober 1937 i Säby församling, Jönköpings län, är en svensk jurist som var lagman i Motala tingsrätt från 1992 till 2002.

## Biografi
Sundström utnämndes till hovrättsråd i Göta hovrätt 3 november 1983 efter att ha varit kammarrättsråd i Kammarrätten i Jönköping. Han utnämndes till lagman i Motala tingsrätt 14 maj 1992.